# Juan José de Austria
  Nem tévesztendő össze Don Juan de Austria herceggel (1547–1578), V. Károly császár törvénytelen fiával, a lepantói csata győztesével.
Don Juan José de Austria (Madrid, 1629. április 7. – Madrid, 1679. szeptember 17.) IV. Fülöp spanyol király (1605–1665) és Mária Calderón színésznő törvénytelen fia, 1656–1659-ig Spanyol Németalföld helytartója.

## Élete
1629-ben Madridban született. Nevét ükapja, V. Károly német-római császár (1500–1558), spanyol király törvénytelen gyermekéről, Don Juan de Austriáról (1547–1578) kapta.
Apjának legkedvesebb törvénytelen gyereke volt, bár annak elhunytakor ő maga nem, csak törvényes féltestvére, II. Károly spanyol király (1661–1700) léphetett be apjának szobájába.
Tommaso Aniello népvezér halála után, 1656–59-ben Nápoly spanyol alkirálya volt.
1679-ben hunyt el.

## Családja
Nem házasodott meg, de három leánya született különböző kapcsolataiból, akik apácazárdába kerültek:
- Margit  (1650–1726)
- Anna Katalin Izabella (1661–1709)
- Anna Mária (1663–1705)

| Előző uralkodó: Habsburg Lipót Vilmos főherceg | Spanyol-Németalföld főkormányzója 1656–1659 Habsburg-ház | Következő uralkodó: Luis de Benavides Carillo |